# Ouville-l’Abbaye
[forrás?]
Ouville-l’Abbaye település Franciaországban, Seine-Maritime megyében. Lakosainak száma 654 fő (2022. január 1.). Ouville-l’Abbaye Amfreville-les-Champs, Berville, Criquetot-sur-Ouville, Lindebeuf, Vibeuf és Yerville községekkel határos.

## Népesség
A település népességének változása:
| Lakosok száma | 642  | 667  | 686  | 672  | 667  | 662  | 659  | 657  | 654  |
|               | 2013 | 2015 | 2016 | 2017 | 2018 | 2019 | 2020 | 2021 | 2022 |